# Liste d'œuvres volontairement détruites ou endommagées en France par les autorités allemandes pendant la Première Guerre mondiale
Cet article vise à recenser les œuvres d'art qui ont été volontairement détruites ou endommagées par les autorités allemandes, ou sous leur contrainte, pendant l'occupation de la France par l'Allemagne pendant la Première Guerre mondiale.
Pendant la Première Guerre mondiale, l'Allemagne occupe une partie du Nord-Est de la France. Le blocus de l'Allemagne et la guerre totale engendrent rapidement des pénuries de ressources, auxquelles les autorités allemandes remédient en instituant les réquisitions dans les territoires occupés. Les monuments en bronze dans l'espace public sont déboulonnés, expédiés en Allemagne et fondus.
Les œuvres sont classées par ordre alphabétique de régions et, au sein de celles-ci, par ordre alphabétique de départements et, au sein de ceux-ci, par ordre alphabétique de communes.
Après la guerre, le financement de l'œuvre de remplacement est généralement effectué dans le cadre des réparations de la Première Guerre mondiale par l'Allemagne à la France.
Certaines de ces œuvres seront à nouveau déboulonnées et fondues sous le régime de Vichy dans le cadre de la mobilisation des métaux non ferreux.

## Grand Est

### Ardennes
| Œuvre                            | Auteur            | Commune              | Localisation                             | Notes | Installation | Coordonnées                      | Illustration                                    |
| -------------------------------- | ----------------- | -------------------- | ---------------------------------------- | --- | ------------ | -------------------------------- | ----------------------------------------------- |
| Monument aux morts de 1870-1871, | Aristide Croisy   | Charleville-Mézières | Sur le rond-point bas du cours d'Orléans | Également appelé Monument des Ardennais ou L'Invasion.                                                                | 1874         | 49° 46′ 01″ nord, 4° 43′ 09″ est | Monument aux morts de 1870-1871                 |
| Buste de Gustave Gailly,         | Aristide Croisy   | Charleville-Mézières | Dans le square de la gare                | Représentait Gustave Gailly. Un buste de remplacement identique est installé en 1927.                                 | 1877         | 49° 46′ 10″ nord, 4° 43′ 28″ est | Image manquante                                 |
| Buste d'Arthur Rimbaud,          | Paterne Berrichon | Charleville-Mézières | Dans le square de la gare                | Représentait Arthur Rimbaud. Un buste de remplacement réalisé par Alphonse Colle est érigé en 1927.                   | 1901         | 49° 46′ 08″ nord, 4° 43′ 27″ est | Buste d'Arthur Rimbaud · Buste d'Arthur Rimbaud |
| Les Lutteurs,                    | Alphonse Colle    | Charleville-Mézières | Dans le square de la gare                | Également appelé Combat de coqs.                                                                                      | 1901         | 49° 46′ 06″ nord, 4° 43′ 27″ est | Image manquante                                 |
| Statue d'Étienne Nicolas Méhul,  | Aristide Croisy   | Givet                | Sur la place Méhul                       | Représentait Étienne Nicolas Méhul. Une statue de remplacement identique réalisée par Derville est installée en 1926. | 1892         | 50° 08′ 19″ nord, 4° 49′ 22″ est | Image manquante                                 |

### Marne
| Œuvre | Auteur | Commune | Localisation | Notes | Installation | Coordonnées | Illustration |
| ----- | ------ | ------- | ------------ | ----- | ------------ | ----------- | ------------ |

### Meurthe-et-Moselle
| Œuvre                       | Auteur       | Commune | Localisation                                  | Notes                          | Installation | Coordonnées                      | Illustration    |
| --------------------------- | ------------ | ------- | --------------------------------------------- | ------------------------------ | ------------ | -------------------------------- | --------------- |
| Statue de François Maillot, | À déterminer | Briey   | Sur la place Maillot, devant sa maison natale | Représentait François Maillot. | 1896         | 49° 14′ 52″ nord, 5° 56′ 18″ est | Image manquante |

### Meuse
| Œuvre                                      | Auteur          | Commune    | Localisation                 | Notes | Installation | Coordonnées                      | Illustration                              |
| ------------------------------------------ | --------------- | ---------- | ---------------------------- | --- | ------------ | -------------------------------- | ----------------------------------------- |
| Statue du maréchal Étienne Maurice Gérard, | Charles Cordier | Damvillers | Sur la place Maréchal-Gérard | Représentait Étienne Maurice Gérard. Une statue de remplacement en marbre réalisée en 1842 par Jean-Louis Jaley est installée en 1938. | 1858         | 49° 20′ 36″ nord, 5° 24′ 00″ est | Statue du maréchal Étienne Maurice Gérard |
| Buste de Jules Liégeois,                   | Ernest Bussière | Damvillers | Sur la place de la Mairie    | Représentait Jules Liégeois. Un buste de remplacement identique est installé en 1997.                                                  | 1909         | 49° 20′ 33″ nord, 5° 23′ 59″ est | Buste de Jules Liégeois                   |

### Vosges
| Œuvre | Auteur | Commune | Localisation | Notes | Installation | Coordonnées | Illustration |
| ----- | ------ | ------- | ------------ | ----- | ------------ | ----------- | ------------ |

## Hauts-de-France

### Aisne
| Œuvre                                                                                    | Auteur                         | Commune                            | Localisation                                                                  | Notes | Installation | Coordonnées                      | Illustration |
| ---------------------------------------------------------------------------------------- | ------------------------------ | ---------------------------------- | ----------------------------------------------------------------------------- | --- | ------------ | -------------------------------- | --- |
| Statue de Jean-Baptiste André Godin,                                                     | Amédée Doublemard et Tony Noël | Guise                              | Sur la place centrale du familistère                                          | Représente Jean-Baptiste André Godin. Une statue de remplacement réalisée par Félix Charpentier est installée le 17 septembre 1922. | 1889         | 49° 54′ 15″ nord, 3° 37′ 32″ est | Statue de Jean-Baptiste André Godin |
| Ornements du monument à Jean-Baptiste André Godin,                                       | Tony Noël                      | Guise                              | Dans le jardin du familistère                                                 | Représentait Jean-Baptiste André Godin. Des ornements de remplacement réalisés par Félix Charpentier sont installés en 1922. | 1889         | 49° 54′ 24″ nord, 3° 37′ 33″ est | Monument à Jean-Baptiste André Godin · Monument à Jean-Baptiste André Godin                                                                                                 |
| Statue de Camille Desmoulins,                                                            | Amédée Doublemard              | Guise                              | Sur la place d'Armes                                                          | Représentait Camille Desmoulins. Une statue de remplacement réalisée par Félix Charpentier est installée en 1923. | 1890         | 49° 54′ 00″ nord, 3° 37′ 39″ est | Image manquante |
| Statue du maréchal Jean Mathieu Philibert Sérurier,                                      | Amédée Doublemard              | Laon                               | Sur la place de l'hôtel de ville                                              | Représentait Jean Mathieu Philibert Sérurier. Une statue de remplacement identique est érigée en 1934 sur la promenade de la Couloire.                                                                                                 | 1863         | à géolocaliser                   | Statue du maréchal Jean Mathieu Philibert Sérurier« Monument au maréchal Sérurier à Laon », sur À nos grands hommes,« Monument au maréchal Sérurier à Laon », sur e-monumen |
| Monument aux instituteurs Debordeaux, Poulette et Leroy,                                 | Jean Carlus                    | Laon                               | Dans la cour de l'école normale d'instituteurs, au 25 avenue de la République | Une statue de remplacement identique est érigée en 1929. | 1899         | 49° 33′ 33″ nord, 3° 36′ 45″ est | Monument aux instituteurs Debordeaux, Poulette et Leroy · Monument aux instituteurs Debordeaux, Poulette et Leroy                                                           |
| Monument aux martyrs de Pasly,                                                           | À déterminer                   | Cuffies, à la frontière avec Pasly | Sur le plateau de la Montagne                                                 | Également appelé Monument des instituteurs. Un monument de remplacement est érigé[Quand ?]. | 1872         | 49° 24′ 24″ nord, 3° 18′ 21″ est | Image manquante |
| La France en deuil (monument aux morts de 1870-1871),                                    | Amédée Doublemard              | Saint-Quentin                      | Dans le cimetière Saint-Jean                                                  | Des ornements de remplacement réalisés par Ernest Diosi sont installés[Quand ?]. | 1876         | à géolocaliser                   | Image manquante |
| La Défense de Saint-Quentin (monument aux morts de 1870-1871),                           | Louis-Ernest Barrias           | Saint-Quentin                      | Sur la place du 8-Octobre                                                     | Le piédestal resté vide est retiré en 1929, entreposé dans les magasins municipaux, puis détruit[Quand ?]. Le monument à la Défense de 1557 est installé à son emplacement en 1989.                                                    | 1881         | 49° 50′ 31″ nord, 3° 17′ 42″ est | Monument aux morts de 1870-1871 · Monument aux morts de 1870-1871 |
| Statue d'Henri Martin,                                                                   | Anatole Marquet de Vasselot    | Saint-Quentin                      | Devant le lycée, place Édouard Branly                                         | Représentait Henri Martin. Une statue de remplacement réalisée par Ernest Diosi est installée en 1933. | 1887         | 49° 50′ 56″ nord, 3° 17′ 01″ est | Image manquante |
| Statue de Quentin de La Tour,                                                            | Charles-Antoine-Armand Lenglet | Saint-Quentin                      | Sur la place Saint-Quentin                                                    | Représentait Quentin de La Tour. Le piédestal trop endommagé par les bombardements est retiré[Quand ?]. Un buste de remplacement réalisée par Gabriel Girodon est érigé en 1933 dans le square Saint-Quentin, près de la rue Fréreuse. | 1856         | 49° 50′ 59″ nord, 3° 17′ 05″ est | Image manquante |
| Ornements de la fontaine Paringault,                                                     | Gillain                        | Saint-Quentin                      | Sur la place La Fayette                                                       | Également appelée Fontaine aux grenouilles. Des ornements et un buste de remplacement réalisés par Ernest Diosi sont installés en 1933.                                                                                                | 1899         | 49° 51′ 04″ nord, 3° 17′ 14″ est | Fontaine Paringault |
| Le Défi,                                                                                 | Léon-Alexandre Delhomme        | Saint-Quentin                      | Dans le jardin d'Horticulture                                                 | | 1879         | 49° 51′ 07″ nord, 3° 17′ 25″ est | Le Défi |
| Les quatre statues allégoriques du pont de l'Isle : L'Escaut, L'Oise, La Seine, La Somme | Corneille Theunissen           | Saint-Quentin                      | Sur le pont d'Isle                                                            | | 1907         | 49° 50′ 29″ nord, 3° 17′ 47″ est | Statues allégoriques du pont de l'Isle |

### Nord
| Œuvre                                                                  | Auteur                                                     | Commune      | Localisation                                                  | Notes | Installation | Coordonnées                      | Illustration |
| ---------------------------------------------------------------------- | ---------------------------------------------------------- | ------------ | ------------------------------------------------------------- | --- | ------------ | -------------------------------- | --- |
| Buste et galibot du monument à Pierre-Joseph Fontaine,                 | Corneille Theunissen                                       | Anzin        | Sur la place de l'Hôtel-de-Ville                              | Représentait Pierre-Joseph Fontaine. Un buste et une allégorie de remplacement identiques sont installés en 1923. | 1892         | à géolocaliser                   | Image manquante |
| Le Chanteur oriental,                                                  | Jean-Jules Frère                                           | Cambrai      | Dans le jardin public                                         | Une statue de remplacement identique est érigée en 1934. | 1879         | à géolocaliser                   | Image manquante |
| Sarpédon bandant son arc,                                              | Henri Peinte                                               | Cambrai      | Dans le jardin aux fleurs                                     | Représentait Sarpédon. Une statue de remplacement identique est érigée en 1934. | 1880         | à géolocaliser                   | Image manquante |
| Orphée endormant Cerbère,                                              | Henri Peinte                                               | Cambrai      | Dans le jardin aux fleurs, renommé jardin public par la suite | Représentait Orphée et Cerbère. Une statue de remplacement identique est érigée en 1927. | 1880         | à géolocaliser                   | Image manquante |
| Gilliatt et la pieuvre,                                                | Joseph Carlier                                             | Cambrai      | Dans le jardin public                                         | Une statue de remplacement identique est érigée en 1934. | 1881         | à géolocaliser                   | Image manquante |
| L'Aveugle et le Paralytique,                                           | Joseph Carlier                                             | Cambrai      | Dans le jardin aux fleurs                                     | Également appelé La Fraternité. Une statue de remplacement identique est érigée en 1934. | 1885         | 50° 10′ 25″ nord, 3° 14′ 22″ est | L'Aveugle et le Paralytique |
| Statue équestre du maréchal Claude Louis Hector de Villars             | Henri Gauquié                                              | Denain       | Sur la place de la Liberté                                    | Représentait Claude Louis Hector de Villars. Une statue de remplacement identique est érigée en 1924. | 1913         | à géolocaliser                   | Statue équestre du maréchal Claude Louis Hector de Villars« Monument au maréchal de Villars à Denain », sur À nos grands hommes · Statue équestre du maréchal Claude Louis Hector de Villars« Monument au maréchal de Villars à Denain », sur À nos grands hommes |
| Monument commémoratif de la défense nationale en 1870-1871,            | Louis Marie Cordonnier                                     | Lille        | Sur la place de Strasbourg                                    | Représentait Achille Testelin. Un monument de remplacement très différent réalisé par Robert Coin est érigé en 1933 en bordure du canal de l'Esplanade, près du pont Ramponneau. | 1894         | à géolocaliser                   | Monument commémoratif de la défense nationale en 1870-1871« Monument à Achille Testelin à Lille », sur À nos grands hommes,« Monument à Achille Testelin à Lille », sur e-monumen · Monument commémoratif de la défense nationale en 1870-1871« Monument à Achille Testelin à Lille », sur À nos grands hommes,« Monument à Achille Testelin à Lille », sur e-monumen                                                 |
| Statue de François André-Bonte,                                        | Jules Déchin                                               | Lille        | Sur la place du Concert                                       | Représentait François André-Bonte. Une statue de remplacement identique est installée en 1923. | 1908         | 50° 38′ 32″ nord, 3° 03′ 41″ est | Statue de François André-Bonte · Statue de François André-Bonte |
| Statue de Pierre Legrand,                                              | Alphonse-Amédée Cordonnier                                 | Lille        | Dans le square Daubenton                                      | Représentait Pierre Legrand. Une statue de remplacement identique est installée en 1925. | 1910         | à géolocaliser                   | Statue de Pierre Legrand« Monument à Pierre Legrand à Lille », sur À nos grands hommes,« Monument à Pierre Legrand à Lille », sur e-monumen |
| Statue équestre de Jeanne d'Arc                                        | Copie d'après Emmanuel Frémiet                             | Lille        | Sur la place Jeanne d'Arc                                     | Une statue de remplacement identique est installée en 1925. | 1912         | 50° 37′ 34″ nord, 3° 03′ 54″ est | Statue équestre de Jeanne d'Arc · Statue équestre de Jeanne d'Arc |
| Monument aux morts de 1870-1871,                                       | Raymond-Albert Germain                                     | Lille        | Près de la passerelle de la Haute-Deule                       | Également appelé En avant ! ou Monument au 48e régiment de Mobiles. Une statue de remplacement réalisée par Aimé Blaise est installée en 1928 rue de Solférino, près du jardin d'arboriculture. Elle est retirée en 1957 et entreposée au Palais Rameau. Elle est érigée sur le piédestal de la statue du général Négrier, près du pont du Petit Paradis en 2004. | 1913         | à géolocaliser                   | Monument aux morts de 1870-1871« “En avant !”, Monument aux morts de 1870, ou Monument au 48e régiment de Mobiles à Lille », sur À nos grands hommes,« “En avant !”, Monument aux morts de 1870, ou Monument au 48e régiment de Mobiles à Lille », sur e-monumen |
| Les 4 mortiers autrichiens sur le piédestal de la colonne de la Déesse | À déterminer                                               | Lille        | Sur la grand'Place                                            | | 1845         | 50° 38′ 13″ nord, 3° 03′ 48″ est | Colonne de la Déesse · Colonne de la Déesse |
| Buste de Sadi Carnot,                                                  | Léon Fagel                                                 | Maubeuge     | Dans le square Sadi Carnot                                    | Représentait Sadi Carnot. Un buste de remplacement réalisé par Albert Patrisse est installé en 1934. | 1895         | à géolocaliser                   | Image manquante |
| Statue de François-Joseph Talma,                                       | Léon Fagel                                                 | Poix-du-Nord | Sur la place Talma                                            | Représentait François-Joseph Talma. Une statue de remplacement très différente réalisée par Paul Theunissen est érigée en 1931. | 1904         | 50° 11′ 18″ nord, 3° 36′ 38″ est | Statue de François-Joseph Talma |
| Buste, ornements et allégorie du monument à la Duchesnois,             | Léon Fagel et copie d'après Jean-Baptiste Cadet de Beaupré | Saint-Saulve | Dans le jardin public                                         | Représentait Catherine-Joséphine Duchesnois. Un buste de remplacement identique et une allégorie très différente réalisée par Alphonse Camille Terroir sont installés en 1935. | 1895         | à géolocaliser                   | Buste, ornements et allégorie du monument à la Duchesnois« Monument à la Duchesnois à Saint-Saulve », sur À nos grands hommes,« Monument à la Duchesnois à Saint-Saulve-lès-Valenciennes », sur e-monumen · Buste, ornements et allégorie du monument à la Duchesnois« Monument à la Duchesnois à Saint-Saulve », sur À nos grands hommes,« Monument à la Duchesnois à Saint-Saulve-lès-Valenciennes », sur e-monumen |
| Statue de Brennus,                                                     | Henri Gauquié                                              | Valenciennes | Dans le jardin de la Rhonelle                                 | Représentait Brennos. Également appelée Vae Victis. Érigé en 1890 dans le jardin de la gare. | 1904         | à géolocaliser                   | Statue de Brennus« Monument à Brennus, ou Vae Victis à Valenciennes », sur À nos grands hommes,« Monument à Brennus, ou Vae Victis à Valenciennes », sur e-monumen |
| Le joueur de billes,                                                   | Élie Raset                                                 | Valenciennes | Dans le jardin de la Rhonelle                                 | Une statue de remplacement identique est installée en 1931. | 1904         | à géolocaliser                   | Image manquante |

### Pas-de-Calais
| Œuvre                              | Auteur     | Commune | Localisation           | Notes | Installation | Coordonnées                      | Illustration                      |
| ---------------------------------- | ---------- | ------- | ---------------------- | --- | ------------ | -------------------------------- | --------------------------------- |
| Statue du général Louis Faidherbe, | Louis Noël | Bapaume | Sur la place Faidherbe | Représentait Louis Faidherbe. Une statue de remplacement identique réalisée par Jules Déchin est érigée en 1929. | 1904         | 50° 06′ 13″ nord, 2° 50′ 59″ est | Statue du général Louis Faidherbe |

### Somme
| Œuvre                                              | Auteur           | Commune | Localisation                                                      | Notes | Installation | Coordonnées                      | Illustration |
| -------------------------------------------------- | ---------------- | ------- | ----------------------------------------------------------------- | --- | ------------ | -------------------------------- | --- |
| Monument aux morts de 1870-1871,                   | Albert Roze      | Albert  | Sur la place Faidherbe, renommée place Émile-Leturcq par la suite | | 1900         | 50° 00′ 08″ nord, 2° 39′ 01″ est | Monument aux morts de 1870-1871 d'Albert |
| Buste de Charles-Henri Michel,                     | Athanase Fossé   | Fins    | Sur la place publique                                             | Représentait Charles-Henri Michel. Un buste de remplacement est installé[Quand ?]. | 1909         | 50° 02′ 08″ nord, 3° 02′ 45″ est | Image manquante |
| Statue de Jean Delpas,                             | Louis Georges    | Péronne | Rue du Marin                                                      | Également appelée Monument à la Défense de Péronne de 1870. Une statue de remplacement très différente en pierre réalisée par Albert Roze est installée en août 1933.                                                                                          | 1909         | 49° 55′ 28″ nord, 2° 55′ 46″ est | Statue de Jean Delpas |
| Statue de Marie Fouré,                             | Athanase Fossé   | Péronne | Sur la place du Marché-aux-Herbes                                 | Représentait Marie Fouré. En 1927, le piédestal est nettoyé des graffitis outrageants dont il avait été couvert, retiré et installé dans le square Saint-Jean. Une statue de remplacement identique réalisée par Maurice Guiraud-Rivière y est érigée en 1928. | 1897         | 49° 55′ 45″ nord, 2° 56′ 03″ est | Statue de Marie Fouré |
| Buste et bas-relief du monument à Antoine Galland, | Joseph Détremont | Rollot  | Sur la place Galland                                              | Représentait Antoine Galland. Un buste et un bas-relief réalisés par Henri-Édouard Navarre sont installés en 1929. | 1851         | à géolocaliser                   | Buste et bas-relief du monument à Antoine Galland« Monument à Antoine Galland à Rollot », sur À nos grands hommes,« Monument à Antoine Galland à Rollot », sur e-monumen |